# Hecalus rubens
Hecalus rubens är en insektsart som beskrevs av Melichar 1912. Hecalus rubens ingår i släktet Hecalus och familjen dvärgstritar. Inga underarter finns listade i Catalogue of Life.